# Arkadiusz Górnisiewicz
Arkadiusz Górnisiewicz (ur. 1983) – polski politolog, doktor habilitowany nauk społecznych, adiunkt w Instytucie Nauk Politycznych i Stosunków Międzynarodowych Uniwersytetu Jagiellońskiego.

## Kariera naukowa
9 października 2012 r. uzyskał na Wydziale Studiów Międzynarodowych i Politycznych UJ stopień doktora nauk humanistycznych w dyscyplinie nauk o polityce na podstawie pracy Nowoczesność i nihilizm. Wokół myśli politycznej Karla Löwitha, której promotorem był Bogdan Szlachta. 22 lutego 2022 r. na tym samym wydziale i w tej samej dyscyplinie uzyskał stopień doktora habilitowanego na podstawie dorobku naukowego i rozprawy Wojna i nomos. Carl Schmitt o problemie porządku światowego.
W macierzystym instytucie należy do zespołu Katedry Filozofii Polityki.